# Meng Jie
Meng Jie (Shanghái, 28 de julio de 1976) es una deportista china que compitió en esgrima, especialista en la modalidad de florete.
Ganó una medalla de bronce en el Campeonato Mundial de Esgrima de 1999, en la prueba por equipos. Participó en dos Juegos Olímpicos de Verano, ocupando el séptimo lugar en Sídney 2000, en el torneo por equipos, y el 13.º en Atenas 2004, en la prueba individual.

## Palmarés internacional
| Campeonato Mundial | Campeonato Mundial   | Campeonato Mundial | Campeonato Mundial  |
| Año                | Lugar                | Medalla            | Prueba              |
| ------------------ | -------------------- | ------------------ | ------------------- |
| 1999               | Seúl (Corea del Sur) | Medalla de bronce  | Florete por equipos |